# 草野絵美
草野 絵美（くさの えみ、1990年8月4日 - ）は、日本のアーティスト。AIアートの先駆者として知られ、生成AI技術を用いた作品を継続的に発表している。NFTアートにも黎明期から取り組み、取引総額16億円を記録したNFTアニメ・プロジェクト「新星ギャルバース」共同創業者兼共同原案者。NFTなどWeb3技術を活用した作品を通じて、日本におけるデジタルアート市場の成長にも寄与している。
音楽ユニットSatellite Youngの主宰および歌唱担当。文化庁文化審議会著作権分科会委員。世界経済フォーラムのヤング・グローバル・リーダーズ構成員。

## 略歴
高校時代からファッションフォトグラファー、ライターとして活動。ウェブサイト「Japanese Streets」CNNのトラベルガイド総合サイト「CNN Go」、イギリスの業界誌「WGSN」などを媒体に原宿を中心にストリートスナップを撮影。写真作品はニューヨークのFIT美術館、イギリスのヴィクトリア&アルバート博物館で展示もされた。
2011年、慶應義塾大学環境情報学部在学中に起業を経験。伊藤穣一率いるインキュベーションOpen Network Labの4期生として、海外向けのグラフィックデザイナーのSNS「arraies」ベータ版を立ち上げるものの、立ち上げメンバーの就職により開発は見送られる。

2012年3月に21歳で結婚。11月に第一児を出産。
2014年、シンセウェイヴの分野で、サウンドマンであるベルメゾン関根と音楽ユニット「Satellite Young」を結成。現代風にアレンジされた80'sサウンドに、人工知能やオンライン交際など現代のネット社会や最新テクノロジーをテーマに楽曲制作を行う。
2016年　スウェーデン発のアニメ『Senpai Club』の主題歌提供、米国インディーレーベル「Future City Records」「New Retro Wave」からのリリースにより、欧米を中心にファンを増やし、2017年にはテキサス州の音楽フェス サウス・バイ・サウスウエストに出演。
2018年、日本科学未来館で開催された多分野横断型のアート・ハッカソン「Art Hack Day」に参加アーティストとして選出される。人工生命をもったカラオケマシンをアート作品「Singing Dream」として発表する。審査員特別賞を受賞。
2019年より、東京芸術大学で非常勤講師に就任。現代アーティストであるスプツニ子と共に教壇に立つ。
2019年、オーストラリアで行われた、CGカンファレンス「SIGGRAPH Asia」Art Galleryにて、デザイナーズベイビー問題を題材にしたメディアアート作品「Instababy Generator」が入賞。
2020年10月、Emi Satellite名義で初のソロ・シングル「Glass Ceiling」をリリース。女性の生き辛さと共鳴し、未来に向かって進んでいこうというメッセージも込めたエンパワーメント・ソングとなっている。
2021年3月、セカンドシングル「IPO」をリリース。日々乱高下する株式市場をインスピレーションに作詞。同時に初のNFT作品「Love Is an IPO」を出展し、Foundationで落札される。

### 「新星ギャルバース」の成功
2022年4月にNFTアート作品「新星ギャルバース」を発売。映像作家の大平彩華とタッグを組み、髪型や服装、目の色や形などがひとつひとつ違う｢ギャル｣イラストをコンピューターで8888体生成した。4月14日に売り出し始め、発売からわずか6時間で完売。OpenSeaの｢Top NFTs｣ランキングでにて24時間部門で1位を数日間獲得、二次流通で取引されている額を含めて、4月17日時点での取引総額は、3600ETH（日本円にして13億円以上）にまで達している。
2022年にフランスで開催された、「Nft in Europe」、2023年には、2月香港で開催された「FOMOAsia」、6月ポルトガルで開催された「Non Fungilble Conference」、9月に韓国で開催された「The Gateway Korea」など、海外での講演も積極的に行なっている。
2022年11月、デジタル庁主催 Web3.0 研究会等に有識者として参画。
2023年4月、米国のデジタルアートギャラリー「Bright Moments」Japan Contemporary部門に自身が手がけるAIアート作品が選出され24時間以内に100点が完売する。
2023年6月、ファション業界誌「WWDJAPAN」にて自身の顔を学習したAIアートの表紙を手掛ける。日本のファッションメディアにおいて初のAI表紙である。
2023年6月、文化庁 第23期 文化審議会 著作権分科会委員に就任。生成AIと著作権に関する議論に参画する。
2023年6月、SuperRareでAI技術を使ったセルフポートレート作品「Synthetic Reflections」シリーズを発表。1作目である#1は、3.5ETH（当時のレートで96万円相当）で落札される。
2023年7月、オークションハウス、クリスティーズとグッチの、コラボレーション・オークション「フューチャー・フリークエンシーズ(Future Frequencies)」に生成AIを使った3Dドレスをクレア・シルバーと共同で出展。
2023年7月、共同創業者を務める「新星ギャルバース」は、 グラミー賞ノミネートアーティストであるトーヴ・ロー『I like u』のオフィシャルMVを製作。自身はエグゼクティブプロデューサーを務める。
2023年10月、イギリスのサーチギャラリーで初めて開催されたエキシビジョン「Long Live London」で自身の「Synthetic Reflections #2」が展示される。
2023年12月、アートバーゼルマイアミで開催した「Gateway Miami」で「Synthetic Reflections #5」を出展。パネルトークに参加。
2023年　伝統的な日本のアニミズム信仰と最先端技術の融合をテーマとしたAIアートコレクション「Techno-Animism」を発表し、米国のデジタルアートギャラリー「Bright Moments」と共に、アートバーゼル期間のマイアミ、ニューヨーク、東京を敢行するワールドツアーを開催。二週間の間に336作品、合計11.2ETH（当時のレートで315万円）の作品を完売させた。
2024年2月ジェネラティブアートのプラットフォームのArt Blocksでは、Curated部門に選出され、作品「Melancholic Magical Maiden」を発表。1990年代のアニメの美学を再構築して過去のヒロイン像を批評している。 1時間以内に300点57ETHで完売（当時のレートで2800万円）させた。
2024年4月にスイス、ジュネーブにて国連の専門機関である世界知的所有権機関（WIPO）において、著作権等常設委員会での登壇した。その際AIに特化した議論情報についてのスピーチをした。
2025年4月 AIアートにおける先駆的な実践、デジタルアート市場への影響力、そして教育への貢献が評価され、世界経済フォーラム ヤング・グローバル・リーダーズ2025に選出。

## 作風
記憶、情報社会、テクノロジーとノスタルジアの関係性を主題とし、1950年代から2000年代初頭のマスメディア文化への関心を軸にした表現を特徴とする。
一貫してレトロフューチャーを起点に、最新テクノロジーを取り扱う作品を制作している。その動機には、ポストインターネット時代以前のマスメディアの影響が強い時代における、文化への憧れが根底にある。また、最新テクノロジーとレトロ文化を組み合わせることで、現在や未来の加速主義的テクノロジーに対する愛憎や両義性を表現している。大学時代に、レトロフューチャーブームの火付け役でありデザイナーの坂井直樹のもとで学んだ経験が、その後の作品制作に大きな影響を与えている。
音楽活動「Satellite Young」では、80年代アイドルの格好をしながら現代のテクノロジーについて歌っており、インスタレーション作品「Singing Dream」では、80年代以降に普及したカラオケに人工生命が宿って人間に歌わせるというアイデアを探求している。NFTアートプロジェクト「新星ギャルバース」では、平成初期に流行した魔法少女のタッチで女性を中心に描きサイバーパンクアニメを再構築している。さらに、生成AIを活用した作品作りにも積極的であり、アートプロジェクト「Neural Fad」では、戦後から2000年代までの日本のファッション部族を再現し、ポストトゥルース時代のレトロ文化へのあり方を探求している。

## AIアートとその思想
2017年、自身が主宰する音楽ユニット「Satellite Young」の活動において、ディープラーニングを応用した映像技術「Artistic Style Transfer」を用いた、日本初とされるミュージックビデオを制作。生成AIが一般化する以前より、AI技術を取り入れた視覚表現が行われていた
2022年以降、Stable Diffusionなどの生成AIを活用したビジュアルアート制作を本格的に開始。代表作『Neural Fad』では、東京のストリートファッション史をモチーフに独自の世界観を構築し、これまでに世界各地の美術館やアートスペースで紹介されている。
AIによる生成画像を「選ぶ」行為に着目し、その選定プロセスに人間の美意識が表れるとする立場を示しており、生成の量的可能性に対してキュレーションを重視する姿勢が見られる
作品は、ArtBlocksなどの国際的なデジタルアートプラットフォームに加え、金沢21世紀美術館、サーチ・ギャラリーなどの美術館や、KIAF（ソウル）、Untitled Miamiなど国際アートフェアでも発表されており、生成AIアートをグローバルな美術文脈へと押し広げる役割を果たしている。

## 家族
息子が2人いる。2021年時点で小学3年生の長男は「Zombie Zoo Keeper」（ゾンビ飼育員）の名前でNFTアーティストとして活動。夏休みの自由研究として「OpenSea」にピクセルアートを出品していたところ、イラストレーターのたかくらかずき、海外のインフルエンサー・Trevor McFedriesらが購入したことを発端に、面白がって購入する人物が増えた。中には、世界的DJ スティーヴ・アオキが240万円相当で作品で購入したことで人気が高まっている。

## 著作
- 『親子で知的好奇心を伸ばす ネオ子育て』（2022年3月、CCCメディアハウス）
- 『ミライの科学にふれてみよう おうちじっけん号』（2022年3月、CCCメディアハウス）

## 受賞
- 2024年7月、AIビデオ作品『Morphing Memory of Neural Fad』が2024年Meta Morph AwardのAI Video部門で受賞し、AIコレクション『Pixelated Perception』は同アワードのAI Photo部門で準優勝[52]。
- 2024年8月、AIコレクション『Cognitive Chaos』と『Neural Fad』が、Lumen Prize 2024のStill Image部門でファイナリストにノミネート[48]。
- 2025年3月、現代アートにおける新たな潮流を生み出すアーティストを選出する「Currents Art Award 2024」にて優秀賞を受賞[53]。
- 2025年 世界経済フォーラム ヤング・グローバル・リーダーズ2025に選出[38]。

## 展示
- 「Japan Fashion Now」（2011年4月、ニューヨーク州立ファッション工科大学）
- 「Four Alchemists Method」（2012年1月、西武百貨店アートスペース）
- 「シブカル祭」（2012年10月、パルコミュージアム）
- 「Art Hack Day」（2018年3月、日本科学未来館）
- 「SIGGRAPH ASIA Art Gallery」（2019年11月、Brisbane Convention & Exhibition Centre）
- 「Kimono: Kyoto to Catwalk」（2020年8月、ヴィクトリア&アルバート博物館）
- 「NFTってなんだ?!〜アニメで知るNFTの世界~」（2022年7月、羽田空港）
- 「Hello my name is NFT」（2022年9月、ラフォーレミュージアム）
- 「Tokyo Digital Art Gallery」（2022年10月、ARTFACTORY城南島）
- 「Gal Pals!」（2023年3月、NEORT++）
- 「Bright Moments Tokyo」（2023年5月、渋谷パルコ）
- 「Non Fungible Conference」（2023年6月、Carlos Lopes Pavilion）
- 「Christie's 3.0 presents Future Frequencies: Explorations in Generative Art and Fashion in collaboration with Gucci」（2023年7月、ロックフェラーセンター）
- 「art stage OSAKA」（2023年9月、グランキューブ大阪）
- 「The Gateway Korea」（2023年9月、SFACTORY）
- 「E-Motions」（2023年9月、UNIT London）
- 「FEMGEN Artblocks Marfa」（2023年9月、glitch gallery）
- 「Long Live London - All Star Collections vol1」（2023年10月、サーチ・ギャラリー）
- 「DXP（デジタル・トランスフォーメーション・プラネット） ―次のインターフェースへ」（2023年10月 - 、金沢21世紀美術館）
- 「The Gateway Miami」（2023年12月、Faena Forum）
- 「MOT アニュアル extra」（2023年12月 - 東京都現代美術館)
- 「Tokyosaï」（2024年2月、MAGASINS GÉNÉRAUX Paris）
- 「DXP2」（2024年3月 - 、金沢21世紀美術館）
- 「Now in Digital Art: Playroom」（2024年3月、Akbank Sanat）
- 「Cognitive Chaos」（2024年4月、Checkpoint Charlie）
- 「Artificial Dreams」（2024年5月、Grand Palais Immersif）
- 「Kiaf SEOUL」（2024年9月）、 COEX Convention & Exhibition Center
- 「ART OF PUNK」（2025年1月）、Museum Francisco Carolinum
- 「Artificial Dreams」 (2024年10月、MEET Digital Culture Center, イタリア ミラノ）[54]

## ブランド・タイアップ
- LG Art Galleryとコミッションワークを作成。全米1400万台のスマートスクリーンに作品を配信[55]
- アディダス Adidas Originals 2024-25 AW「adicolor WINTER x HOME」キャンペーンビジュアル起用[56]
- グッチ x クリスティーズのデジタルオークションでデジタルドレスを発表[30]
- 参天製薬・サンテPC、テレビCM出演[57]
- アドビ Premiere Rush CC ウェブCM出演・およびテーマソング起用[58]
- Google Pixel Buds 店頭CM出演・およびテーマソング起用[59]

## 出演

### テレビ
- TOKYO AWARD（2011年11月25日、テレビ東京） - ゲスト出演
- 関ジャム 完全燃SHOW（2017年8月20日、テレビ朝日） - 出演 - 音楽プロデューサーであるもふくちゃんが「Satellite Young」を紹介
- めざましテレビ（2017年9月6日、フジテレビ） - 出演 - 「Satellite Young」スタジオインタビュー
- SENSORS（2018年4月18日 - 、BS日テレ、アシスタント・MCとしてレギュラー出演）
- Abema Prime（2018年12月17日、AbemaTV、アンカーとして出演）
- ABEMA Morning（2021年09月21日、AbemaTV、VTR出演）
- ABEMA的ニュースショー（2021年09月19日、TBS、VTR出演）
- 新・情報7daysニュースキャスター（2021年09月19日、TBS、VTR出演）
- めざましテレビ（2021年9月27日、フジテレビ、VTR出演）
- Abema Prime (2021年10月04日、AbemaTV、コメンテーターとして出演）
- 新・情報7daysニュースキャスター (2021年10月16日、TBS、VTR出演）
- ニュース シブ5時（2021年10月16日、NHK、VTR出演）
- アートフルワールド〜たぶん、すばらしき芸術の世界（2021年10月16日、BSフジ、VTR出演）
- めざまし8（2021年10月19日、フジテレビ、VTR出演）
- タイプライターズ〜物書きの世界〜（2021年10月31日、BSフジ、VTR出演）
- スッキリ (テレビ番組)（2021年11月11日、日本テレビ、VTR出演）
- サンデーステーション（2021年11月11日、テレビ朝日、VTR出演）
- TOKIO テラス（2021年12月19日、MBS、VTR出演ウンナンのニッポン全国大表彰!国民的オブ・ザ・イヤー2021（2021年12月27日、日本テレビ、VTR出演）
- 令和ネット論「NFT&メタバース」（2022年3月19日、NHK Eテレ、スタジオ出演）
- 令和ネット論 10min.「NFTで変わる!アート&エンタメ」（2022年 3月19日、NHK Eテレ、講師・MCとして出演）
- アッコにおまかせ!（2022年4月10日、TBS、VTR出演）
- 新・情報7daysニュースキャスター（2022年4月23日、TBS、VTR出演）
- FOOTxBRAIN （2022年5月21日、テレビ東京、VTR出演）
- The UPDATE  （2022年5月24日、NewsPicks、出演）
- 令和ネット論「WEB3 前編」（2022年6月25日、NHK Eテレ、スタジオ出演）
- 令和ネット論「WEB3 後編」（2022年7月1日、NHK Eテレ、スタジオ出演）
- Earthshot 世界を変えるテクノロジー（2022年7月5日、BSテレビ東京、ゲスト出演）
- スッキリ（2022年7月29日 - 2023年3月17日、日本テレビ、番組終了までコメンテーターとして準レギュラー出演）
- SENSORS（2023年4月20日、日本テレビ、ゲスト出演）
- SENSORS（2023年6月23日、日本テレビ、ゲスト出演）
- 日曜美術館 SP ハッピーニューアーツ! （2024年1月1日、NHK Eテレ、ゲスト出演）
- 東京交差点 ONE MOMENT (2024年9月17日、テレビ東京) - 番組特集

### ラジオ・Podcast
- 銀河に吠えろ!宇宙GメンTAKUYA（2009年11月、ニッポン放送、隔週レギュラー）
- RADIO×SPIDER（2009年12月18日、J-WAVE、菊地凛子との対談）
- RADIO×SPIDER（2010年8月27日、J-WAVE、猪子寿之との対談）
- Groove E Motion（2011年1月- 2012年1月、レディオ湘南、アシスタントとしてレギュラー出演）
- Magnet Girl Radio（2012年1月 - 2012年10月、SHIBUYA-FM、構成プロデュース・メインパーソナリティーとしてレギュラー出演）
- PRIME FACTOR（2015年1月 - 、J-WAVE、TRED THE TREND のコーナーにレギュラー出演）
- TOKYO FM WORLD（2017年3月 - 、TOKYO FM、ゲスト出演）
- ミッドナイト・ダイバーシティー〜正気のSaturday Night（2017年4月 - 、JFN、ゲスト出演）
- 高橋みなみの これから、何する?（2017年12月 - 、TOKYO FM、ゲスト出演）
- よんぱち 48hours 〜WEEKEND MEISTER〜（2018年1月 - 、TOKYO FM、ゲスト出演）
- Futureーlists（2018年10月19日 - 、JFN、ゲストMC）
- ポメラニアン（2019年11月11日、TOKYO FM、ゲスト出演 ）
- 週末ノオト（2020年11月27日、TBSラジオ、ゲスト出演）
- アシタノカレッジ（2021年12月09日、 TBSラジオ、ゲスト）
- 玉城ティナとある世界（2022年02月23日、ニッポン放送、ゲスト）
- 森久保祥太郎の今週わず（2022年07月29日、bayfm、ゲストコメンテーター）
- DIGITAL VORN Future Pix（2022年08月26日、TOKYO FM、ゲスト出演 ）
- TOKYO MIRAI MAKERS（2022年09月22日、J-WAVE、ゲスト ）
- TBS知育教育ラジオ オヤノココロコシラジ（2022年09月22日、TBSラジオ、ゲスト ）
- Find Your Colors with TOKYO RAINBOW PRIDE（2023年02月5日・12日、Inter FM、ゲスト ）
- ヱビスビール presents Color Your Time（2023年02月5日・12日、TOKYO FM、ゲスト ）
- TOPPAN INNOVATION WORLD ERA（2023年05月28日、J-WAVE、ゲスト ）
- 草野絵美のニュウアート（2023年06月23日 - 、Podcast、MC）
- Amazon Audible Original テクノロ塾（2023年11月10日 - 、audible、MC ）

### 雑誌
- PS-Pretty Style-（小学館、2011年8月号、インタビュー記事）
- ELLE girl（ハースト婦人画報社、2011年12月号、インタビュー記事）
- MacPeople（アスキー・メディアワークス、2012年1月号、インタビュー記事）
- GINZA（マガジンハウス、2012年3月、LUMIX タイアップ企画）
- GINZA（マガジンハウス、2016年5月、ファッションページ）
- GINZA（マガジンハウス、2017年2月、ファッションページ）
- An・an（マガジンハウス、2017年8月、ファッションページ）
- 週刊プレイボーイ（集英社、2017年12月、落合陽一との対談）
- BRUTUS（マガジンハウス、2017年12月、平井理央との対談）
- GINZA（マガジンハウス、2018年2月、ファッションページ）
- VERY（光文社、2019年11月、インタビュー記事）
- SPUR（集英社、2021年4月、ファッションページ）
- Oggi（小学館、2022年3月、NFT特集）
- TV Bros.（東京ニュース通信、2022年3月、片桐仁との対談）
- Numéro TOKYO（扶桑社、2022年4月、田中杏子との対談）
- VERY（光文社、2022年5月、インタビュー記事）
- ELLE（ハースト婦人画報社、2022年9月号、NFT特集ページ）
- GINZA（マガジンハウス、2022年9月号、アニメ特集）
- STORY（光文社、2022年10月、インタビュー記事）
- Vogue Japan（コンデナスト・パブリケーションズ、2022年10月号、インタビュー記事）
- 美術手帖（株式会社美術出版社、2022年10月号、インタビュー記事）
- DIME（小学館、2022年12月号、Web3特集）
- GINZA（マガジンハウス、2023年4月号、AIアートの特集）
- Pen（CCCメディアハウス、2024年6月号、AIアートの特集）
- ELLE Japan (ハースト婦人画報社、2024年11月号、スプツニ子！との対談)
- Harper's BAZZER Art (2025年4月発売号、インタビュー記事)

### 新聞
- ジャパンタイムズ（2017年3月、インタビュー記事）
- 日経新聞（2018年3月、インタビュー記事）
- WWDJAPAN（2023年6月、表紙作成、インタビュー記事）
- 北海道新聞（2025年2月、インタビュー記事）